# Park (Afeganistão)
 Park é uma vila na província de Badakhshan, no nordeste do Afeganistão.